# 9454 Ardeishar
9454 Ardeishar è un asteroide della fascia principale. Scoperto nel 1998, presenta un'orbita caratterizzata da un semiasse maggiore pari a 3,0061825 au e da un'eccentricità di 0,0525639, inclinata di 1,00514° rispetto all'eclittica.